# Nanabozho

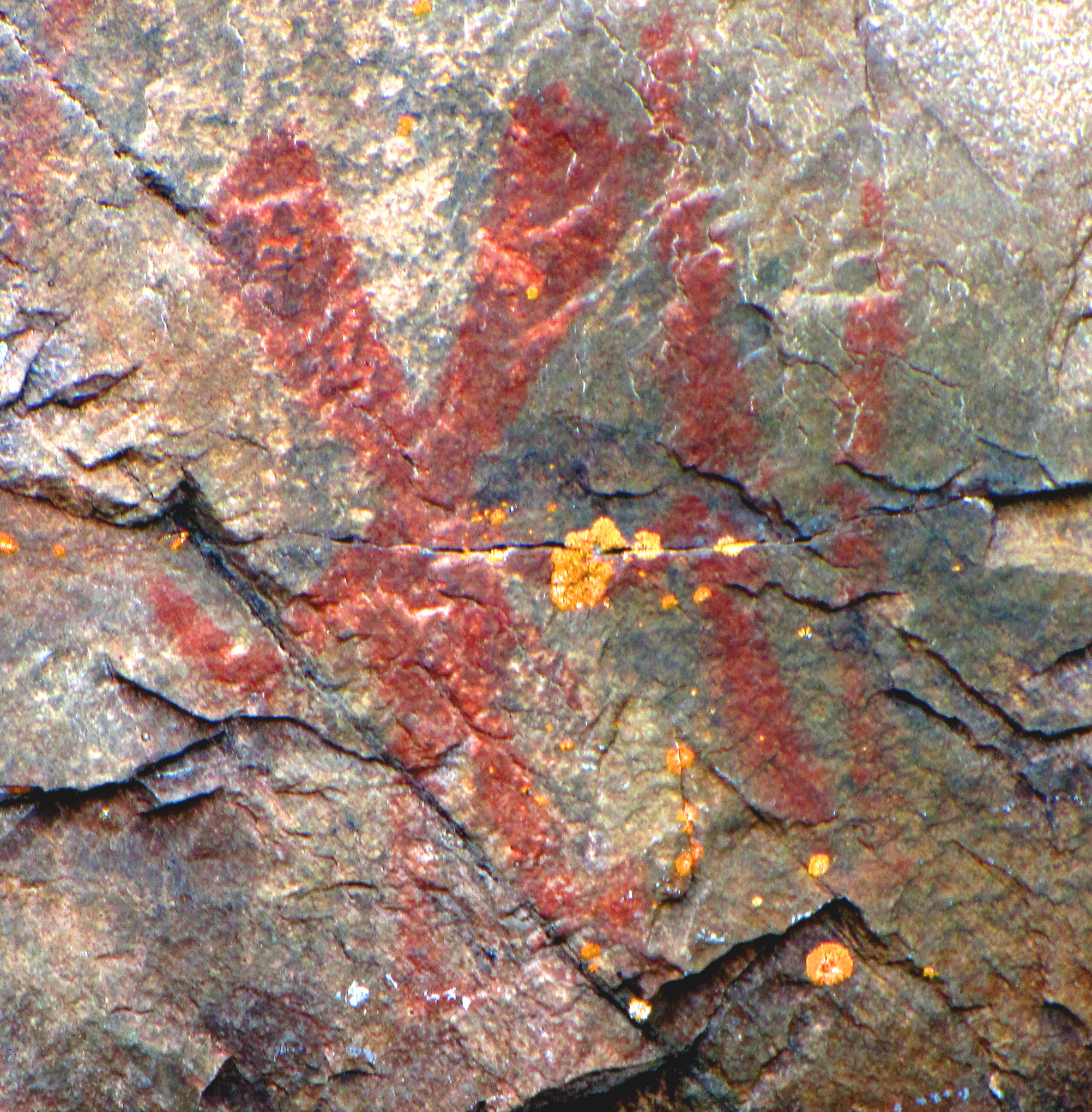
Piktogramm für Nanabozho

Nanabozho (Nanabush, Ojibwe Syllabics: ᓇᓇᐳᔓ, nɐˌnɐbʊˈʒʊ) ist ein Naturgeist der Anishinabe im aadizookaan (traditionellem Storytelling), vor allem unter den Ojibwe. Nanabozho spielt in ihren Geschichten eine wichtige Rolle, unter anderem in der Geschichte der Erschaffung der Welt. Nanabozho ist der Trickster und Kulturheros der Ojibwe (diese beiden Archetypen werden unter anderem in der Mythologie der First Nations oft zu einer einzigen Figur kombiniert).
Nanabozho kann in Geschichten die Gestalt männlicher oder weiblicher Tiere oder Menschen annehmen. Meistens handelt es sich dabei um ein Tier wie einen Raben oder einen Kojote, welches in der Nähe des Stammes lebt und schlau genug ist, um nicht gefangen genommen zu werden.
Während Nanabozho in Geschichten der Unterhaltung dienen kann, vermittelt die Figur oft auch Informationen und allgemeine Lebensweisheiten.

## Nanabozho als Geist
Als Trickster ist es Nanabozhos Ziel, Probleme zu schaffen. Oft verdeutlichen diese Geschichten Konflikte und Themen, welche viele Indianer erleben. Leanne Simpson, eine Gelehrte der Anishinaabe, schreibt, Nanabozho experimentiere oft mit Werten des kapitalistischen. Gier, Manipulation und Geldgier können seine Beweggründe sein und aufgrund dieser Begierden entsteht oft Chaos. Wenn Nanabozho jedoch tiefe Beziehungen zu anderen aufbaut, wird er ausgeglichener. Und wenn Nanabozho empfänglicher für seine Umgebung wird, ist er in der Lage, durch erlernte Zustimmung, Anerkennung und Gegenseitigkeit die Ideale der Entkolonialisierung zu verbreiten. Daher werden die Geschichten von Nanabozho genutzt, um Menschen durch Lebenserfahrungen zu führen und ihnen moralische Lektionen zu erteilen.

### Gestaltwandel
Nanabozho ist ein Gestaltwandler, der sowohl zoomorph als auch anthropomorph ist, d. h., er kann in Geschichten die Gestalt von Tieren oder Menschen annehmen. Nanabozho nimmt in Geschichten also viele verschiedene Formen an, die sich oft je nach Stamm ändern. In den meisten Geschichten wird Nanabozho durch eine zoomorphe Linse dargestellt. In der Arktis und Subarktis wird der Trickster üblicherweise als Rabe dargestellt. Der Kojote kommt in Kalifornien, Oregon, dem Inlandplateau, dem Großen Becken und den südwestlichen und südlichen Ebenen vor. Im Südosten ist das Kaninchen oder der Hase die Tricksterfigur, und in den nördlichen Ebenen kommt die Spinne vor. In Teilen Kanadas sind Vielfraß und Eichelhäher die Trickster. Nanabozho nimmt oft die Gestalt dieser Tiere an, da sie häufig in der Nähe der Lager der Stämme vorkommen. Die oben aufgeführten Tiere weisen ähnliche Verhaltensmuster auf. Sie leben beispielsweise alle in der Nähe menschlicher Siedlungen und sind sehr schlau, sodass sie nur mit großer Mühe gefangen werden können.

### Gender fluidity (Geschlechterfluidität)
Die Geschlechtsidentität von Nanabozho ändert sich je nach Erzählweise. Da Nanabozho ein Gestaltwandler ist, ist er androgyn. Während die meisten Geschichten über die Tricksterfigur mit den Pronomen „er“/„ihm“ geschrieben sind, ändert sich die Geschlechtsidentität je nach Geschichte, und viele sind mit weiblichen Pronomen geschrieben.

## Geschichten
Nanabozho ist einer von vier Söhnen dessen, was einige Geschichts- und Religionswissenschaftler als Geister der Himmelsrichtungen interpretiert haben. Der Legende nach stammt er von einer menschlichen Mutter ab, und sein Vater, E-bangishimog (Westen), hat diese geistig geschwängert, ähnlich der jungfräuliche Geburt Jesu und anderer Götter und Helden kulturübergreifend. Die Anishinaabeg sagen, der Name der Mutter bedeute „Nahrung“, aber Henry Schoolcraft vermutet, der Name stamme von Dakhótiyapi (Santee-Sisseton) „Winona“ („erstgeborene Tochter“).
Nanabozho erscheint am häufigsten in der Gestalt eines Kaninchens. In seiner Kaninchengestalt wird er „Mishaabooz“ („Großes Kaninchen“ oder „Hase“) oder „Gitchii-waabooz“ („Großes Kaninchen“) genannt. Er wurde von „Gitche Manitou“ (Gitche Manidoo) auf die Erde geschickt, um die Ojibwe zu lehren. Eine seiner ersten Aufgaben bestand darin, alle Pflanzen und Tiere zu benennen. Nanabozho gilt als Gründer von „Midewiwin“. Er ist der Erfinder der Fischerei und der Ojibwe-Hieroglyphen. Diese Figur ist somit Mitschöpfer der Welt. In dieser Gestalt wird er auch „Michabo Ovisaketchak“ („der Große Hase, der die Erde erschuf“) genannt.

### Kampf mit Paul Bunyan
Eine Legende der Ojibwe beschreibt Nanabozhos zusammentreffen mit dem Holzfäller der Folklore, Paul Bunyan. Auf Bunyans Weg durch die Wälder stellt Nanabozho Bunyan in Minnesota zur Rede und fleht ihn an, den Staat zu verlassen, ohne weiteres Holz zu schlagen. Es kommt zum Kampf nach vierzig Tagen und vierzig Nächten beendet Nanabozho den Kampf, indem er Bunyan mit einem Glasaugenbarsch (walleye) aus dem Red Lake ins Gesicht schlägt. Danach „stolpert Bunyan, [und] Nanabozho zieht an Pauls Schnurrhaaren und lässt ihn versprechen, das Gebiet zu verlassen“ („stumbles, [and] Nanabozho pulls at Paul’s whiskers, making him promise to leave the area“). Varianten der Geschichte fügen einen Abschnitt hinzu, in dem Bunyan am Ende des Kampfes auf seinem Hinterteil landet und den Lake Bemidji in der Form seines Gesäßes entstehen lässt.
Diese Geschichte soll erklären, warum der Bunyan der Statue am Lake Bemidji bartlos ist und nach Westen blickt. Eine nahe gelegene Statue einer indianischen Figur, die vor Ort den Namen Nanabozho erhielt, war in Wirklichkeit eine Muffler-Man-Statue aus den 1960er Jahren. Sie wurde 2025 entfernt.

## Ähnliche Charaktere in anderen 'Native Cultures'
Bei den östlichen Algonkin-Völkern nördlich der Abenaki-Gebiete gab es eine ähnliche Figuren, die in der Algonkin-Sprache „Tcakabesh“, bei den östlichen James Bay-Cree „Chikapash“, bei den Naskapi „Chaakaapaas“, in der Innu-Sprache „Tshakapesh“ und in der Atikamekw-Sprache „Tcikapec“ genannt wurde. Er nahm verschiedene Tier- und Menschenformen (von Erwachsenen bis zu Kindern) sowie verschiedene Fabeltiere an, beispielsweise das Große Stachelschwein oder das Große Stinktier. Er besiegte diese Fabeltiere oder verkleinerte sie, nachdem er sie getötet oder durch Tricks oder Gestaltwandlung verändert hatte. Bei den Meskwaki spielt „Wīsakehā“ eine ähnliche Rolle, ebenso wie Wisakedjak bei den nördlichen Algonkin-Völkern und bei den Saulteaux in den Great Plains. Die Lakota hatten eine ähnliche Figur, die als „Iktomi“ bekannt war. Die von den Abenaki beeinflussten Algonquin hatten die Figurr „Kanòjigàbe“ (Fiero: Ganoozhigaabe; Abenaki Gluskabe; en.: Glooscap).

## Namensvarianten
Der Name Nanabozho variiert im Ojibwe je nachdem, ob er mit dem Präfix n- der ersten Person (d. h. Nanabozho), w- der dritten Person (d. h. Wanabozho) oder m- der Nullperson (d. h. Manabozho) dargestellt wird; die Form „Manabozho“ wird am häufigsten mit der Menominee-Sprachversion dieser Geschichten in Verbindung gebracht. Darüber hinaus kann der Name, je nach Geschichte und Rolle des Erzählers beim Erzählen der Geschichte, in seiner normalen Nominativform (mit dem abschließenden „o“, d. h. „Nanabozho“) oder in seiner Vokativform (ohne das abschließende „o“, d. h. „Nanabozh“) dargestellt werden. Aufgrund der Aussprache der beiden o werden sie häufig jeweils als oo (d. h. Nanaboozhoo) wiedergegeben. In einigen Dialekten wird zh als z wiedergegeben. Diese Variationen ermöglichen die Assoziation des Namens mit dem Wort für „Kaninchen(-)“ („waabooz-o-“).
Aufgrund der Wortbetonung, die durch metrische Regeln bestimmt wird, die einen charakteristischen jambischen Versfuß definieren, bei dem auf eine schwache Silbe eine starke Silbe folgt, kann die schwache Silbe in einigen Dialekten auf ein Schwa (ə) reduziert werden, welches entweder als „i“ oder als „e“ geschrieben werden kann (z. B. „Winabozho“ oder „Wenabozho“, wenn die erste schwache Silbe grafisch dargestellt wird, „Nanabizho“, wenn die zweite schwache Silbe grafisch dargestellt wird).
Außerdem kann, obwohl das Doppelvokalsystem von Fiero „zh“ verwendet, der gleiche Laut in anderen Orthografien als „j“ im Algonquin-System oder als „š“ (oder „sh“) im Saulteaux-Cree-System dargestellt werden (z. B. „Nanabozho“ vs. „Nanabojo“). In dieser Mischung kann der Anishinaabe-Name, je nachdem, ob der Transkribierer Französisch oder Englisch verwendet hat, so transkribiert werden, dass er den phonetischen Mustern einer der beiden genannten Sprachen entspricht (z. B. „Winnaboujou“ und „Nanabijou“: französische Wiedergabe von Winabozho bzw. Nanabizho oder „Nanabush“: englische Wiedergabe von Nanabozh).
Wie die Transkriptionsvarianten von „Nanabozho“ wird „Mishaabooz“ oft als „Michabous“ ins Französische transkribiert und im Englischen als „Michabou“ dargestellt. Weitere Namensvarianten sind: Manabozh, Manabozo, Manabozho, Manabusch, Manabush, Manabus, Menabosho, Nanaboojoo, Nanaboozhoo, Nanaboso, Nanabosho, Nenabuc, Amenapush, Ne-Naw-bo-zhoo, Kwi-wi-sens Nenaw-bo-zhoo […] Michabo, Misabos, Misabooz und Messou.

## In der Populärkultur

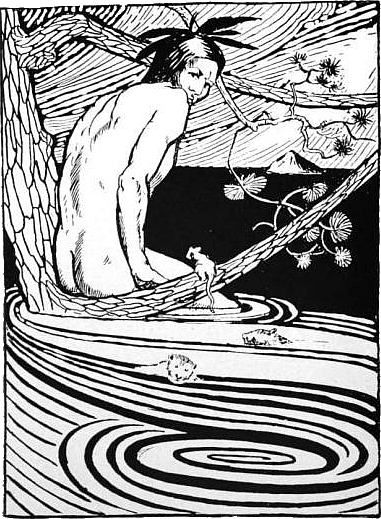
Nanabozho in the flood. (Illustration von R.C. Armour, North American Indian Fairy Tales, Folklore and Legends, 1905).

Henry Wadsworth Longfellow episches Gedicht The Song of Hiawatha von 1855 basiert auf mehreren Nanabozho-Geschichten und Longfellows eigenen Erfindungen. Das Gedicht hat jedoch wenig mit dem historischen oder legendären Hiawatha zu tun.
Nanabozho wird als „Nanabozo“ in Form eines Tricksterkaninchens in der Schweizer Comic-Serie Yakari vorgestellt, z. B. „Yakari und Nanabozo“ (1978).
Der Roman „Motorcycles and Sweetgrass“ von Drew Hayden Taylor enthält eine zeitgenössische Darstellung von Nanabozho. Der 2010 veröffentlichte Roman porträtiert Nanabozho als weißen Mann, der sich mit seinem Charme bei einer indigenen Familie im Otter Lake Reserve beliebt macht.
Der Ort Winneboujou, Wisconsin ist nach Nanabozho benannt.